# العلاقات الجورجية الشمال مقدونية
العلاقات الجورجية الشمال مقدونية هي العلاقات الثنائية التي تجمع بين جورجيا وشمال مقدونيا.

## مقارنة بين البلدين
هذه مقارنة عامة ومرجعية للدولتين:
| وجه المقارنة                                              | جورجيا                          | شمال مقدونيا                                               |
| --------------------------------------------------------- | ------------------------------- | ---------------------------------------------------------- |
| المساحة (كم2)                                             | 69.70 ألف                       | 25.71 ألف                                                  |
| عدد السكان (نسمة)                                         | 3.72 مليون                      | 2.08 مليون                                                 |
| الكثافة السكانية (ن./كم²)                                 | 53.37                           | 80.9                                                       |
| العاصمة                                                   | تبليسي، كوتايسي                 | إسكوبية                                                    |
| اللغة الرسمية                                             | اللغة الجورجية، اللغة الأبخازية | اللغة المقدونية، اللغة الألبانية                           |
| العملة                                                    | لاري جورجي                      | دينار مقدوني                                               |
| الناتج المحلي الإجمالي (بليون دولار)                      | 15.16 مليار                     | 11.34 مليار                                                |
| الناتج المحلي الإجمالي (تعادل القوة الشرائية) بليون دولار | 35.68 مليار                     | 29.26 مليار                                                |
| الناتج المحلي الإجمالي الاسمي للفرد دولار أمريكي          | 3.79 ألف                        | 4.85 ألف                                                   |
| الناتج المحلي الإجمالي للفرد دولار أمريكي                 |                                 | 16.25 ألف                                                  |
| مؤشر التنمية البشرية                                      | 0.754                           | 0.747                                                      |
| رمز المكالمات الدولي                                      | +995                            | +389                                                       |
| رمز الإنترنت                                              | .ge، .გე ‏                       | .mk                                                        |
| المنطقة الزمنية                                           | ت ع م+04:00                     | توقيت وسط أوروبا، ت ع م+01:00، ت ع م+02:00، أوروبا/سكوبيه ‏ |

## منظمات دولية مشتركة
يشترك البلدان في عضوية مجموعة من المنظمات الدولية، منها:
| علم المنظمة | اسم المنظمة                             | تاريخ انضمام جورجيا | تاريخ انضمام شمال مقدونيا |
| ----------- | --------------------------------------- | ------------------- | ------------------------- |
|             | يونسكو                                  | 7 أكتوبر 1992       | 28 يونيو 1993             |
|             | مؤسسة التمويل الدولية                   | 29 يونيو 1995       | 25 فبراير 1993            |
|             | مجلس أوروبا                             | 27 أبريل 1999       | ?                         |
|             | مؤسسة التنمية الدولية                   | 31 أغسطس 1993       | 25 فبراير 1993            |
|             | منظمة التجارة العالمية                  | 14 يونيو 2000       | ?                         |
|             | منظمة الأمن والتعاون في أوروبا          | 24 مارس 1992        | 12 أكتوبر 1995            |
|             | المنظمة الأوروبية لسلامة الملاحة الجوية | 2012                | 1998                      |
|             | الاتحاد البريدي العالمي                 | ?                   | ?                         |
|             | الاتحاد الدولي للاتصالات                | 7 يناير 1993        | 4 مايو 1993               |
|             | الأمم المتحدة                           | 31 يوليو 1992       | 8 أبريل 1993              |
|             | البنك الدولي للإنشاء والتعمير           | 7 أغسطس 1992        | 25 فبراير 1993            |

## وصلات خارجية
- موقع وزارة الخارجية الجورجية